# Arte contemporânea

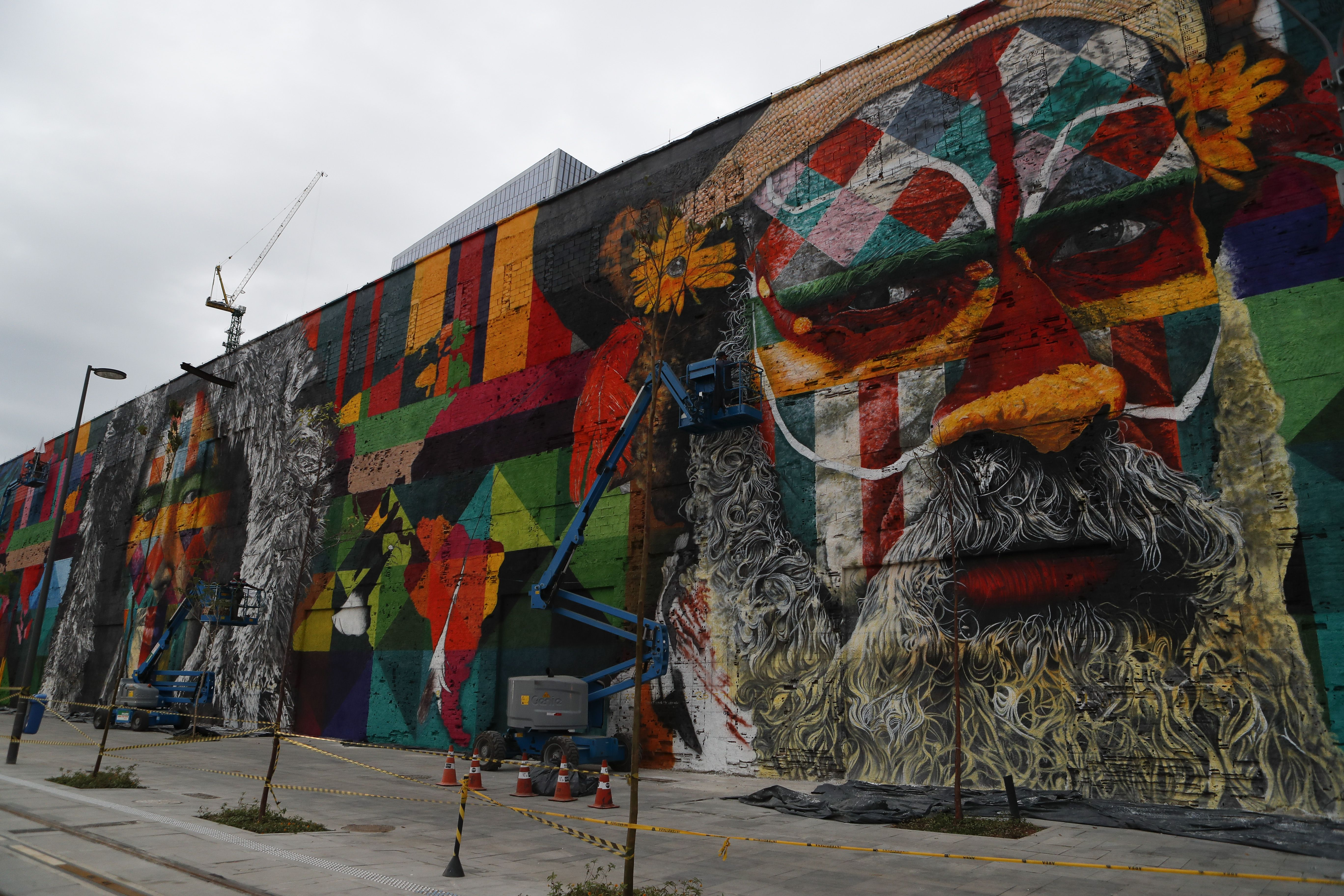
Mural Etnias no Rio de Janeiro

A arte contemporânea é arte de hoje, produzida a partir da segunda metade do século XX e no século XXI. Não há um consenso entre os autores sobre o início do período contemporâneo na arte, mas considera-se que a arte contemporânea, em seus estilos, escolas e movimentos, tenha surgido após a Segunda Guerra Mundial, como ação de ruptura com a arte moderna.
Artistas contemporâneos trabalham em um mundo globalmente influenciado, culturalmente diverso e tecnologicamente avançado. Diversificada e eclética, a arte contemporânea como um todo se distingue pela própria falta de um princípio organizador uniforme, ideologia ou " -ismo ". A arte contemporânea faz parte de um diálogo cultural que diz respeito a estruturas contextuais mais amplas, como identidade pessoal e cultural, família, comunidade e nacionalidade.
Depois da guerra, os artistas mostraram-se voltados às verdades do inconsciente e interessados pela reconstrução da sociedade. Sobrepôs-se aos costumes a necessidade da produção em massa. Quando surgia um movimento na arte, este revelava-se por meio das variadas linguagens, através da constante experimentação de novas técnicas.
A arte contemporânea se mostrou mais evidente na década de 50, período que muitos estudos consideram o início do seu estado de plenitude. A efervescência cultural da década começou a questionar a sociedade do pós-guerra, rebelando-se contra o estilo de vida difundido no cinema, na moda, na televisão e na literatura.
Além disso, os avanços tecnológicos foram convulsivamente impulsionados pela corrida espacial e, como amostra dessa influência, as formas dos objetos tornaram-se, quase subitamente, aerodinâmicas e alusivas ao espaço, com forte recorrência ao brilho do vinil. A ciência e a tecnologia abriram caminho à percepção das pessoas, de que a arte feita por outros, poderia estar a traduzir as suas próprias vidas.
Se a velocidade das máquinas e o movimento foram dois dos pilares da arte moderna, a percepção do tempo, por sua vez, continua sendo fator motivante para as expressões artísticas contemporâneas. Tal fato pode ser percebido nas interações em tempo real, fruto de assombrosos avanços tecnológicos, bem como das reflexões cada vez mais profundas sobre a inter-relação do homem com o espaço quadridimensional.
Outro enfoque da produção contemporânea, propôs auto descobertas àqueles que observam e fruem, por meio de experiências midiáticas organizadas em instalações.
A consciência ecológica e o reaproveitamento de materiais são temas recorrentes, que se popularizaram no final do século XX.
Em paralelo, a revolução digital e a consequente globalização, por meio da internet, formam o período mais recente da contemporaneidade.

## Períodos

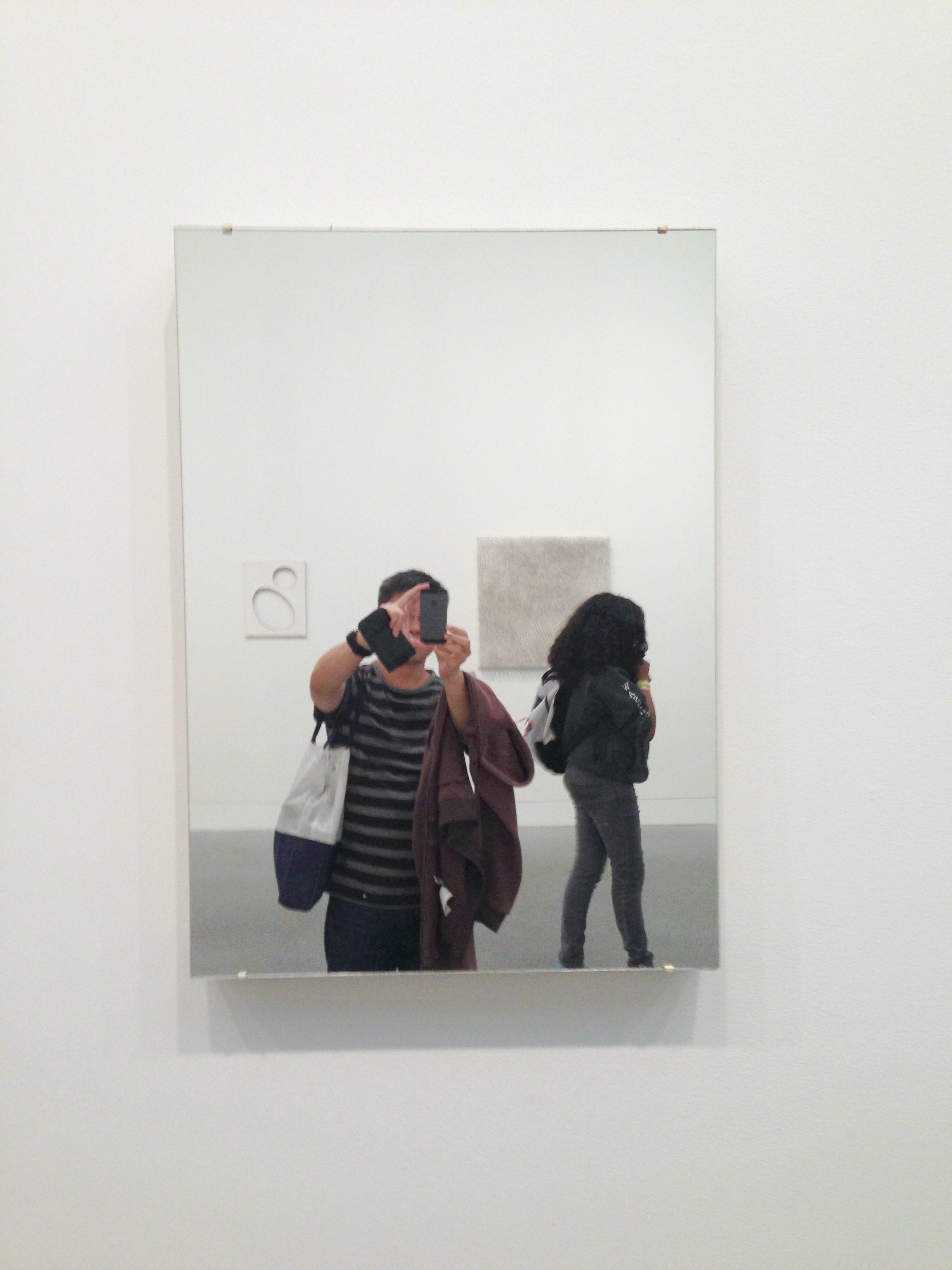
Diz o curador da obra, que consiste em um espelho montado sobre tela: “Em vez de olhar para uma imagem feita pelo artista, o espectador é agora confrontado por si mesmo, questionando assim uma noção de longa data de que a pintura transcende a realidade.”

### Entre 1945 e 2021
Entre os movimentos mais célebres estão: Arte bruta, Arte informal, Expressionismo abstrato, Arte cinética, Combine, Assemblage, Pop art, Fluxus, Op art, Instalação entre outros.

### Pós 1960
Entre os movimentos mais célebres estão: Minimalismo, Arte conceptual, Body art, Hiper-realismo, Videoarte, Happening, Arte povera, Transvanguarda, Internet art, Arte urbana, Graffiti entre outros.